# Lengyel szőnyeg
Lengyel szőnyegnek nevezik a 17. századi csomózott, arannyal és ezüsttel átszőtt keleti szőnyeget. Elnevezése megtévesztő, onnan származik hogy a legtöbb ilyen szőnyeg Lengyelországban maradt fönn. Diplomáciai ajándékként európai előkelőségeknek küldték a perzsa uralkodók. Ezzel magyarázzák azt, hogy keleten egy darab sem maradt fenn, csak nyugat-európai köz- és magángyűjteményekben. Mintázata és világos színei jól illenek barokk enteriőrökbe. Mintakészlete és motívumai eltérnek a korabeli perzsa szőnyegétől, ha a lánc- és vetülékfonál pamutból van.
A középső mezőt egy csillag osztja fel sarokkivágásokkal, a felület többi részét indák töltik ki. A szegélyen általában összefonódó szaracén hármaslevelek, virágok, arabeszkek vannak. Színezésük összképe narancsszín, zöld, vagy kék. A mintázat és színezés gyakran azt a benyomást kelti, hogy gyorsan készültek el, az alapszövet ritkás, a csomózás hosszú szőrű.
Szokásos méretük 2,2x1,4 m. Értékük 1910 körül elérte a 40 000 frankot.
Elnevezése 1878-ból származik, a párizsi világkiállításon Czartoryski gróf állított ki olyan darabokat, amelyek az ő címerét viselték. Egyes darabok szegélyében az M betű volt látható, ebből azt a következtetést vonták le, hogy e darabokat a lengyelországi Mazarski-gyárban készítették. A szőnyegek nemcsak hogy régiebbek a gyárnál, de néhány példány jól dokumentált is, így tudjuk, hogy VII. Orbán pápa a római Colonna és Corsini családoknak ajándékozott egyet-egyet, 1604-ben pedig a velencei dózsék kaptak lengyel szőnyeget.
Talán a kesháni vagy jezdi manufaktúrákból kerültek ki. 1534-ben G. Pencz egy Berlinben lévő portréja már ábrázol lengyel szőnyeget, ez az időpont terminus ante quemnek tekinthető.